# Ángel González García
Ángel Lorenzo González García (Burgos, 1948 - 21 de diciembre de 2014) fue un historiador, crítico de arte y profesor universitario español, destacado autor de obras de estudio y de divulgación de la historia del arte, galardonado en 2001 con el Premio Nacional de Ensayo.

## Biografía
Profesor de Historia del arte en la Facultad de Geografía e Historia de la Universidad Complutense de Madrid, crítico de arte en diversas publicaciones especializadas y en diarios y revistas generalistas como El País (años 1980) o Cambio 16, formó parte del consejo asesor del Museo de Arte Reina Sofía en sus inicios.
Tanto desde las aulas como en sus publicaciones, impulsó el conocimiento de la historia del arte desde otras perspectivas, usando «multiplicidad de enfoques y referencias» y buscando en quien escucha o lee una reacción nueva frente a la obra, el autor, la exposición. Mantuvo fuertes lazos con los artistas emergentes de su generación, como Carlos Alcolea o Juan Navarro Baldeweg y se mostró crítico con cierto coleccionismo privado que atesoraba las obras solo para comerciar, como una inversión. Además, le parecía un escándalo que los «propietarios» de las obras de arte ubicadas en museos públicos —los ciudadanos— debieran pagar para entrar en los mismos y contemplar «sus obras» y defendió el arte como un «acontecimiento sensorial», no como transmisor de conocimiento.
Autor de dos estudios de la pintura renacentista italiana, Tratado de la pintura de Leonardo y Da Pictura Antiga (Francisco de Holanda), volcó su interés por el arte de los siglos XIX y XX. De las recopilaciones de sus críticas de arte nació El resto. Una historia invisible del arte contemporáneo, publicado en el año 2000 y que fue galardonado con el Premio Nacional de Ensayo al año siguiente. A partir de ese momento vieron la luz diversas obras, de las que la crítica destacó Pintar sin tener ni idea y otros ensayos sobre arte (sobre Alberto Giacometti),  Roma en cuatro pasos, arte y terror y Algunos avisos urgentes sobre decoración de interiores y coleccionismo.
Peio H. Riaño señaló sobre él que la suya fue «la carrera más brillante e independiente de todas las que navegan por el barrizal de la Historia del Arte». Miguel Zugaza, director del Museo del Prado en aquel momento, destacó su labor como autor, crítico y profesor, faceta en la que lo calificó de «extraordinario» y también se le reconoció ser un maestro de mirada independiente.

### Recuerdo en el Prado
En 2016, el Museo del Prado tributó un homenaje permanente a Ángel González: ubicó frente a La bacanal de Tiziano un banco de madera, diseñado por Rafael Moneo, con una placa alusiva a él .